# Eugène de Kerchove d'Exaerde
Eugène baron de Kerchove d'Exaerde (Bellem, 24 mei 1844 - Wieze, 20 september 1934) was een Belgisch gemeenteraadslid, burgemeester, provincieraadslid en senator.

## Biografie

### Familie
Eugène de Kerchove werd op het kasteel van Bellem geboren als zoon van Frédéric de Kerchove en Élise de Naeyer (1812-1898). Hij was een broer van Robert de Kerchove, de eerste abt van de Abdij van Keizersberg, en Alice de Kerchove, betovergrootmoeder van koningin Mathilde. Hij was een schoonbroer van baron Albert d'Udekem d'Acoz en Edgard de Kerchove d'Ousselghem, burgemeester van Bellem en Landegem, provincieraadslid van Oost-Vlaanderen en senator, en baron Raymond de Kerchove d'Exaerde, burgemeester van Woubrechtegem en provincieraadslid en gouverneur van Oost-Vlaanderen.
Eugène verkreeg adelserkenning op 22 januari 1884 en bij KB van 8 juni 1885 mocht hij 'd'Exaerde' aan zijn naam toevoegen. Op 21 augustus 1900 verkreeg hij de bij eerstgeboorte overdraagbare titel van baron.

### Bellem
Het kasteel en domein van Bellem was in familiebezit sinds 1808, toen het werd aangekocht door zijn overgrootvader Jacob Lieven van Caneghem.
Hij werd in Bellem gemeenteraadslid in 1887 en was er burgemeester van 1895 tot 1899. Later zouden nog andere Bellemse familieleden burgemeester worden.
Eugène de Kerchove was voorzitter van de koninklijke vereniging Het Belgische trekpaard, voorzitter van de Koninklijke federatie van hofbouwmaatschappijen en voorzitter van het Comité supérieur hippique.
Hij was ook provincieraadslid van Oost-Vlaanderen van 1872 tot 1898. Daarna was hij senator van 1900 tot 1919 voor het arrondissement Aalst-Oudenaarde.

### Wieze
Eugène de Kerchove d'Exaerde trouwde in 1865 in Gent met Irma de Kerchove d'Ousselghem (1844-1934), dochter van Julien de Kerchove d'Ousselghem. Toen haar oom Auguste de Clerque Wissocq kinderloos overleed, liet hij het kasteel van Wieze over aan Eugène de Kerchove d'Exaerde en zijn echtgenote.
Het echtpaar had een zoon en een dochter, die kinderloos stierven.